# 考龙奇凯西
考龙奇凯西，是匈牙利诺格拉德州所辖的一个村。总面积31.69平方公里，总人口1867，人口密度58.9人/平方公里（2011年1月1日）。